# Jason Hanson
Jason Hanson (Spokane, 17 giugno 1970) è un ex giocatore di football americano statunitense che ha militato nel ruolo di placekicker per tutta la carriera con i Detroit Lions della National Football League (NFL).. Hanson detiene diversi record NFL, tra cui quelli del maggior numero di partite e stagioni nella stessa squadra, ventuno.

## Carriera
Hanson fu scelto nel corso del secondo giro del Draft NFL 1992 dai Lions, come 56º assoluto. Si ritirò, ancora come membro dei Lions nel 2013; nessun giocatore della storia della NFL ha mai giocato tante gare con la stessa squadra di Hanson, superando il vecchio primato di 296 detenuto da Bruce Matthews nella settimana 2 della stagione 2011 contro i Kansas City Chiefs. All'inizio della stagione 2012, superò il record per il maggior numero di stagioni con lo stesso club, 21, che condivideva con Darrell Green dei Washington Redskins e Jackie Slater dei Los Angeles/St. Louis Rams.
Oltre ad essere il giocatore ad avere giocato più gare come Lion, Hanson è anche l'unico ad avere fatto parte delle squadre trascinate da Barry Sanders che raggiunsero diversi volte i playoff all'inizio degli anni novanta e di quella del 2008 che non vinse alcuna partita.
Il 14 dicembre 2008, contro gli Indianapolis Colts, Hanson superò Morten Andersen per il maggior numero di field goal da 50 yard segnati nella storia della NFL. Quell'anno Hanson ebbe ancora una stagione positiva, segnando 21 field goal su 22, di cui 8 su 8 da 50 o più yard. Statisticamente, quella fu la seconda miglior stagione della sua carriera.
Il 4 aprile 2013, Hanson annunciò il proprio ritiro. All'epoca, era il giocatore più anziano della NFL, l'ultimo ad avere giocato per la stessa squadra prima dell'avvento della free agency e l'ultimo ad avere giocato nel vecchio Milwaukee County Stadium.

## Palmarès
- Convocazioni al Pro Bowl: 2

1997, 1999
- First-team All-Pro: 1

1993
- Second-team All-Pro: 1

1997
- PFWA All-Rookie Team - 1992
- College Football Hall of Fame - classe del 2020

## Statistiche
| Field goal calciati  | 601   |
| Field goal segnati   | 495   |
| Field goal più lungo | 56    |
| Punti segnati        | 2.150 |